# Садынский район
Садынский район — упразднённая административно-территориальная единица в составе Якутской АССР, существовавшая в 1930—1947 годах. Административный центр — село Туой-Хая.

## Население
По данным переписи 1939 года в Садынском районе проживало 1367 чел., в том числе якуты — 76,7 %, эвенки — 13,4 %, эвены — 5,8 %, русские — 3,9 %.

## История
Вилюйско-Мархинский район со статусом Эвенского национального района был образован в 1930 году в составе Якутской АССР из трёх сельсоветов Сунтарского района (Ботуобинского, Брагатско-Садынского и Чонского).
В августе 1931 года Вилюйско-Мархинский район был переименован в Садынский район.
По данным 1945 года район включал 3 сельсовета: Ботуобинский, Садынский и Чонский.
27 октября 1947 года Садынский район был упразднён. При этом Садынский и Чонский с/с были переданы в Сунтарский район, а Ботуобинский с/с — в Ленский район.